# Thomas Seifert (Journalist)

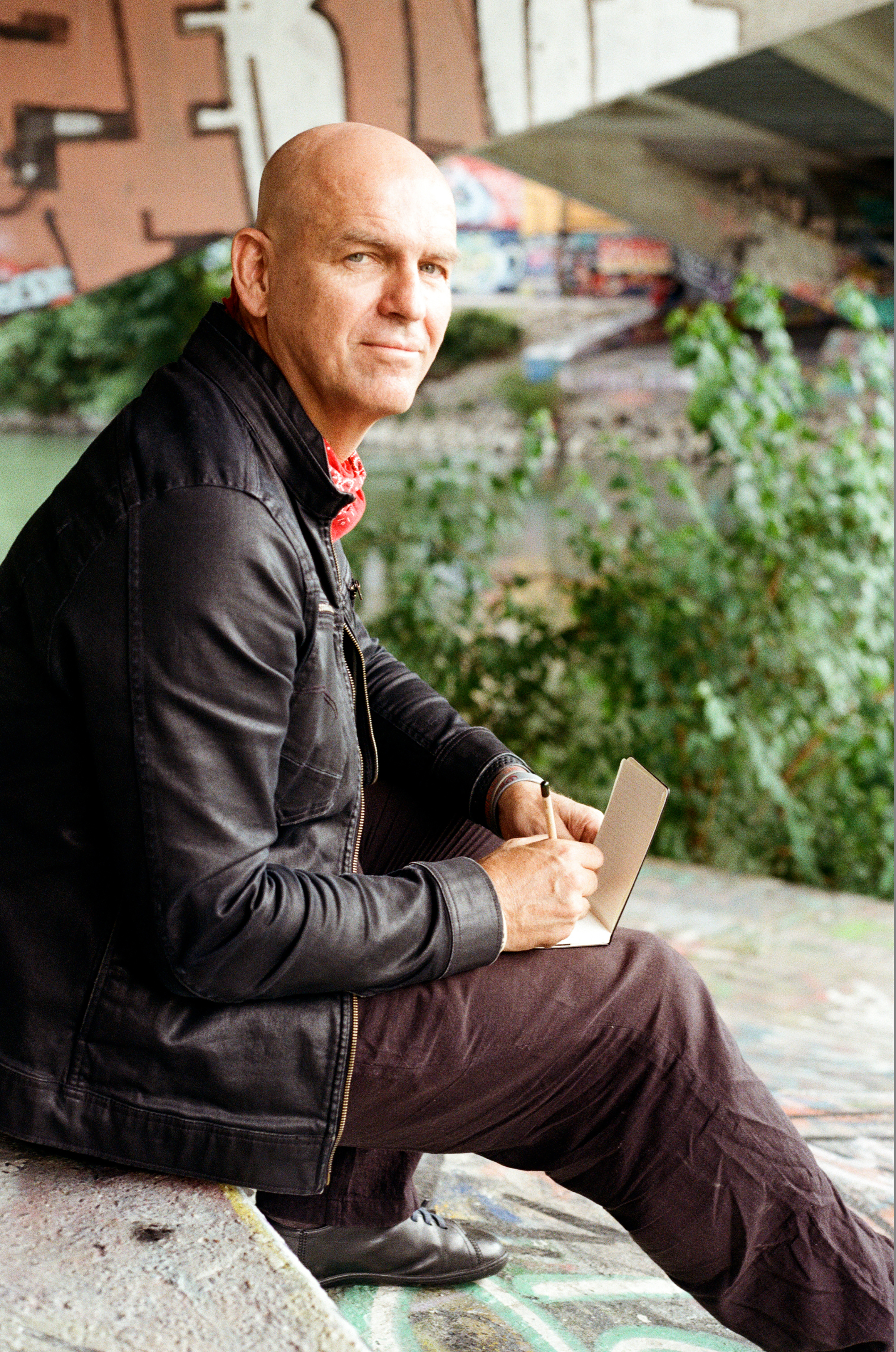
Thomas Seifert (2023), Foto von Pamela Russmann.

Thomas Seifert (* 1968 in Ried im Innkreis) ist ein österreichischer Journalist und Buchautor.

## Leben
Thomas Seifert studierte Biologie in Salzburg und Wien. Er begann 1991 als Journalist und schrieb für Der Falter, Stern, brand eins, Die Zeit, Welt am Sonntag, Facts und Die Presse. Er berichtete unter anderem aus Afghanistan, Iran, aus den Vereinigten Arabischen Emiraten, aus Ghana, aus dem Irak, aus Russland, Saudi-Arabien, Indien und China.
2012 wechselte er von der Die Presse zur Wiener Zeitung, wo er stellvertretender Chefredakteur und Leiter der Außenpolitik war. Mit dem Ausscheiden von Chefredakteur Walter Hämmerle aus dem Unternehmen zum Jahresende 2022 wurden die beiden stellvertretenden Chefredakteure, Judith Belfkih und Thomas Seifert, interimistisch mit der redaktionellen Leitung beauftragt, die sie bis zur Einstellung der gedruckten Wiener Zeitung am 30. Juni 2023 innehatten.
2025 wurde ihm der Hugo-Portisch-Preis zuerkannt.

## Publikationen
- 2005: Schwarzbuch Öl (gemeinsam mit Klaus Werner) Untertitel: Eine Geschichte von Gier, Krieg, Macht und Geld. Die Autoren zeigen den Einfluss der Öl-Lobby und die Zusammenhänge zwischen Erdöl und Politik sowie den hohen Energieverbrauch der westlichen Welt und Chinas sowie die Rolle der USA und neue Allianzen zum Zweck der Sicherstellung der Öl-Ressourcen.[5]
- 2011: Schwarzbuch Gold (gemeinsam mit Brigitte Reisenberger) Untertitel: Gewinner und Verlierer im neuen Goldrausch. Die Autoren sprachen mit Analysten und Experten und gehen mit eindrucksvollen Reportagen von Rumänien über Ghana, Südafrika und Kambodscha bis nach Indien, China und Dubai den brisanten Fragen rund um den neuen alten Mythos Gold nach[6].
- 2015: Die Pazifische Epoche. Der Autor beschreibt die Entwicklungen in Asien und analysiert, wie Europa dem Wandel begegnen kann, indem es sich auf das europäische Modell besinnt: zivilgesellschaftliche Werte und eine soziale Marktwirtschaft.